# Damian Willemse

a Compétitions nationales et continentales officielles uniquement.

b Matchs officiels uniquement.
Dernière mise à jour le 16 août 2025.
Damian Willemse, né le 7 mai 1998 à Strand (Afrique du Sud), est un joueur international sud-africain de rugby à XV évoluant principalement aux postes de demi d'ouverture, d'arrière et de centre. Il évolue en United Rugby Championship avec les Stormers et en Currie Cup avec les Western Province.
Il remporte la Coupe du monde à deux reprises en 2019 et en 2023.

## Biographie

### Jeunesse et formation
Damian Willemse est né à Strand dans la province du Cap-Occidental. Il commence à jouer au touch rugby sur la plage avec son grand frère et participe à des tournois séniors alors qu'il n'a que 13 ans. Puis, en 2011, il obtient une bourse pour étudier  au Paul Roos Gymnasium à Stellenbosch, à proximité de son lieu de naissance et commence le rugby à XV.  
En 2014, il est sélectionné pour représenter la Western Province avec les moins de 16 ans lors d'un tournoi à Pretoria. Titularisé lors de tous les matchs de son équipe, il lui permet de remporter la finale 26 à 11 en marquant un essai contre les Blue Bulls, hôtes du tournoi. L'année suivante en 2015, Willemse est sélectionné dans l'équipe de la Western Province pour le principal tournoi de rugby des moins de 18 ans d'Afrique du Sud, la Craven Week. Il remporte le tournoi, ponctué par une finale gagnée 95-0 contre l'Eastern Province. 
Après le tournoi, il est inclus dans le groupe de l'équipe d'Afrique du Sud des moins de 18 ans jouant contre le pays de Galles, la France et l'Angleterre. Il rejoint aussi cette même équipe en 2016, avec trois victoires contre cette même nation. 

### Carrière en province et franchise
Quelques mois seulement après la fin de son lycée, Willemse intègre l'équipe première des Stormers pour la saison 2017 de Super Rugby. Il fait ses débuts en Super Rugby le 4 mars 2017 contre les Southern Kings, à peine âgé de 18 ans, 301 jours, en entrant pour les quatre dernières minutes du match.
Non retenu dans le groupe des Springboks pour la Coupe du monde 2019, il rejoint les Saracens en tant que Joker Coupe du monde, pour une période de 3 mois sous forme de prêt, avant d'être finalement rappelé avec l'Afrique du Sud à la suite du forfait de Jesse Kriel le 1er octobre.
Durant la saison 2021-2022, les Stormers atteignent la finale du United Rugby Championship. Pour cette rencontre face aux Bulls, Willemse est titulaire au poste de centre et les siens s'imposent 18 à 13. 
La saison suivante, en 2022-2023, son équipe récidive et se qualifie une nouvelle fois en finale du championnat. Willemse est cette fois titularisé à l'arrière, mais son équipe est battue par les Irlandais du Munster sur le score de 14 à 19,.

### Carrière internationale
Damian Willemse fait ses débuts internationaux avec l'Afrique du Sud lors du Rugby Championship 2018 contre l'Argentine au Kings Park Stadium lors d'une victoire 34-21, entrant en jeux à la place d'André Esterhuizen. 
Au départ non sélectionné dans le groupe sud-africain pour la Coupe du monde 2019, il est finalement rappelé pour remplacer Jesse Kriel blessé lors de la phase de poule. Il dispute le dernier match de poule et inscrit son premier essai face au Canada. Il devient champion du monde, l'Afrique du Sud battant l'Angleterre en finale. 
Quatre ans plus tard, il est convoqué avec les Springboks par Jacques Nienaber pour disputer la Coupe du monde 2023. Repositionné au poste d'arrière pour cette compétition, il est l'un des cadres de l'équipe, jouant six matchs en tant que titulaire et marquant un essai. Les Sud-Africains se qualifient pour la seconde fois consécutive en finale du Mondial et affrontent cette fois la Nouvelle-Zélande pour le titre. En finale, Willemse est titularisé à l'arrière et son équipe remporte une nouvelle fois la compétition en battant les All Blacks 12 à 11,. 

## Vie privée
Willemse est le frère cadet de Ramone Samuels, également rugbyman professionnel. Les deux frères étaient tous les deux membres de l'équipe de la Western Province qui a remporté la Currie Cup 2017.

## Palmarès

### En club et province
- Stormers
  - Vainqueur du United Rugby Championship en 2022
  - Finaliste du United Rugby Championship en 2023

### En sélection
- Afrique du Sud
  - Vainqueur du Rugby Championship en 2019
  - Vainqueur de la Coupe du monde en 2019 et 2023

#### Coupe du monde
| Édition    | Rang      | Résultats Afrique du Sud | Résultats Willemse | Matchs Willemse |
| ---------- | --------- | ------------------------ | ------------------ | --------------- |
| Japon 2019 | Vainqueur | 6 v, 0 n, 1 d            | 1 v, 0 n, 0 d      | 1/7             |